# Aeropuerto de Limatambo
El Aeropuerto Internacional de Limatambo (IATA: LIM, OACI: SPIM) fue el principal aeropuerto del Perú, inaugurado por el presidente del Perú, Óscar R. Benavides, el 3 de noviembre de 1935. Dejó de ser operativo en 1964.  
Estuvo ubicado en el distrito de San Isidro, en la urbanización Córpac, llamada así por la compañía de operaciones y propietaria de este aeropuerto, Corporación Peruana de Aeropuertos y Aviación Comercial.

## Historia
Inicialmente, las pistas de aterrizaje fueron de tierra. El nuevo edificio del terminal que reemplazó al levantado durante el gobierno del presidente Óscar R. Benavides, fue construido en siete años, siendo inaugurado el 23 de septiembre de 1948, durante la presidencia de José Luis Bustamante y Rivero.
El aeropuerto internacional de Limatambo dejó de funcionar, de manera definitiva, el 31 de enero de 1964, siendo reemplazado por el moderno aeropuerto internacional Jorge Chávez que, aunque ya operaba desde el 29 de octubre de 1960, fue inaugurado oficialmente, en el Callao, el 30 de diciembre de 1965.
En julio de 1961 en el edificio principal se instaló la sede central del Ministerio de Gobierno y Policía (Ministerio del Interior desde el 3 de diciembre de 1969), funcionando en el mismo el Despacho Ministerial, la Dirección General de Gobierno Interior y las oficinas de sus dependencias, la Dirección General de la Guardia Civil y Policía y demás dependencias administrativas de dicha institución policial.

## Galería

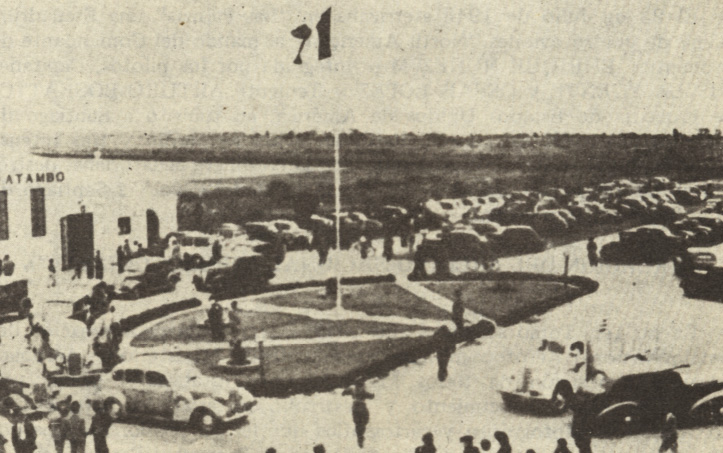
Antiguo patio de estacionamiento del aeropuerto (1943).
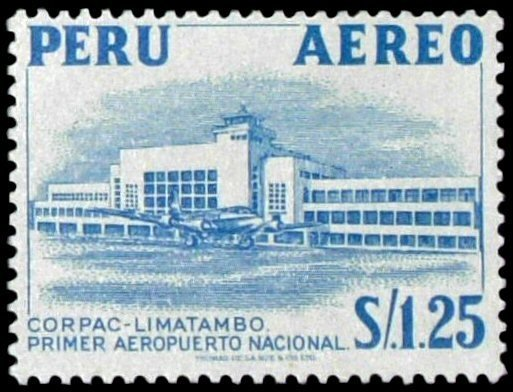
Sello de Correos del Perú con la imagen del aeropuerto (1953)
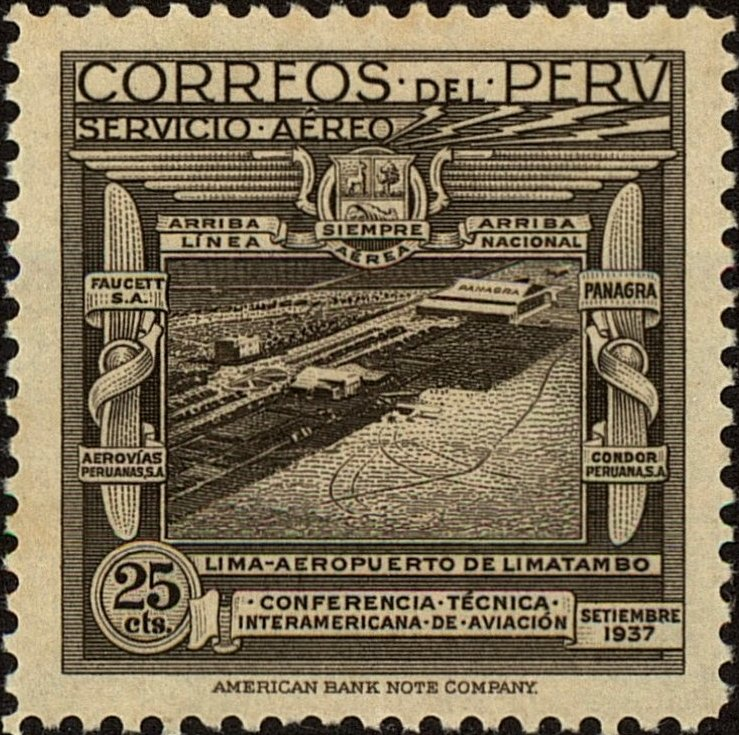
Sello de Correos del Perú con la imagen del aeropuerto. También se mencionan las aerolíneas Faucett, Aerovías Peruanas, Panagra y Cóndor Peruana, que operaban en ese momento. (1937)
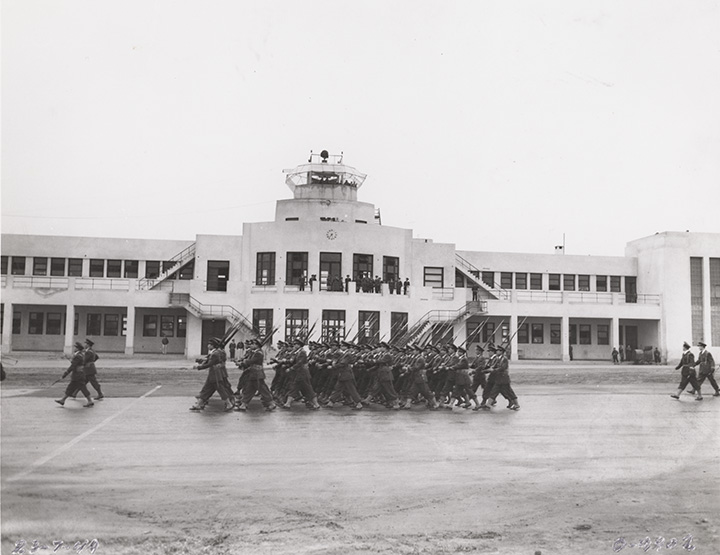
Militares en el aeropuerto durante el gobierno del general Manuel Odría (1949)